# Řád točenice

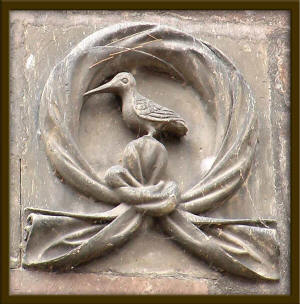
Ledňáček v točenici, reliéf na Staroměstské mostecké věži, huť Petra Parléře, Praha 80. léta 14. století

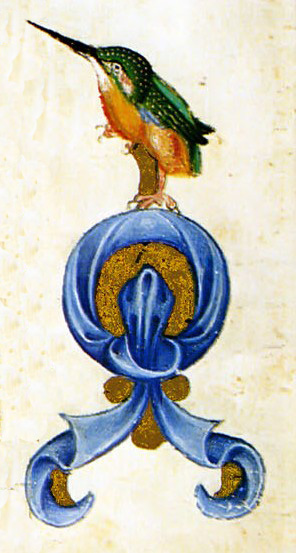
Ledňáček na točenici, miniatura z iluminovaného rukopisu krále Václava IV., 90. léta 14. století

Řád točenice byl nejstarší český rytířský řád, založený králem Václavem IV. Lucemburským po roce 1390 pro okruh jeho dvorských milců, hojně zobrazovaný v jeho dvorském umění a udělovaný ještě králem Albrechtem II. Habsburským roku 1439.
Symbolem řádu byla točenice, čili stuha, závoj či šátek z tkaniny, spirálovitě stočené a tvarované jako čelenka na hlavu, orientovaná uzlem dolů a s vlajícími cípy. Tento symbol král Václav IV. použil poprvé na ražbě mince, zlatého dukátu z počátku 80. let 14. století. 
Význam tohoto emblému vykládali kronikáři a historikové po staletí různě , měl patrně více významů. Podle starší hypotézy, zmíněné Gertrudou Smolovou a obhajované Ivanem Koláčným točenice mohla představovat roušku sv. Veroniky s obrazem Kristovy tváře, jejíž část získal Karel IV. do své sbírky ostatků. Ve znaku s točenicí bývali zobrazováni jeden nebo dva ledňáčci pod sebou, kteří pro své spojení s vodou sloužili jako znamení čistoty. Točenice s ledňáčkem (ale také s papouškem) byla znakem cechu lazebnického a spojena s dalšími atributy lázeňského řemesla, jimiž je masážní metla zvaná věník a vědro na vodu. 
Dále točenice sloužila jako osobní emblém či znak Václava IV., jak je vyobrazen například na reliéfu na východním průčelí Staroměstské mostecké věže. Motiv ledňáčka v točenici je tam dále namalován na klenbě v průjezdu věže, druhotně i na vitrážových oknech osazených v 50. letech 20. století. Proti hypotéze o rytířském řádu svědčí vyobrazení točenice jako osobního znamení krále, jež dosvědčují miniatury v jeho iluminovaných rukopisech Václava IV. Točenice není jen protějškem Václavova monogramu,  objevuje se také v zesměšňujících vyobrazeních: točenici tam na hlavě nosí jako čelenku diví muži, hraje si s ní opice, ledňáček ji nosí kolem krku.
Řád byl jako privátní udělován králem Zikmundem Lucemburským a jeho zetěm Albrechtem II., poté již jeho stopy mizí. Šlo o poměrně volné rytířské bratrstvo, inspirované staršími řády, jako byl italský Řád lázně nebo anglický Podvazkový řád, jehož insignie byla udělována významným osobám a za odměnu. Řád točenice získal údajně Mikuláš Garaj za pomoc při osvobození krále Zikmunda. Na dochovaném vyobrazení je namalován Dračí řád s točenicí provléknutou dračím tělem, podobně jako pozdější heraldické dekorace, nikoliv samostatný řád. 
Překroucením názvu točenice vznikl mylně tzv. Řád Tusin, na který odkazuje barokní faleristická literatura.